# Go-Tōbun no Hanayome: La película
The Quintessential Quintuplets the Movie (: 映画 五等分の花嫁 Eiga Go-Tōbun no Hanayome?) es una película de anime de comedia romántica de 2022, basado en la serie de manga The Quintessential Quintuplets de Negi Haruba y una secuela de la serie de televisión de anime The Quintessential Quintuplets (2019-2021).
Producida por Bibury Animation Studios y distribuida por Pony Canyon, la película está dirigida por Masato Jinbo a partir de un guion escrito por Keiichirō Ōchi y protagonizada por Yoshitsugu Matsuoka, Kana Hanazawa, Ayana Taketatsu, Miku Itō, Ayane Sakura e Inori Minase. En la película, Futaro Uesugi planea confesarle su amor a una de las quintillizas Nakano durante su último festival escolar.
Se anunció una continuación de la serie de anime en marzo de 2021, seguida de la confirmación del proyecto como película en abril. El elenco y el personal de la película se revelaron en octubre y diciembre de 2021, respectivamente.
The Quintessential Quintuplets Movie se estrenó en Japón el 20 de mayo de 2022. La película recaudó más de $17 millones en todo el mundo y recibió nominaciones en los Newtype Anime Awards.

## Reparto
| Personaje      | Actor de voz        | Actor de doblaje    |
| -------------- | ------------------- | ------------------- |
| Futaro Uesugi  | Yoshitsugu Matsuoka | Manuel Campuzano    |
| Ichika Nakano  | Kana Hanazawa       | Lupita Leal         |
| Nino Nakano    | Ayana Taketatsu     | Stephanie Filigrana |
| Miku Nakano    | Miku Itō            | Marisol Hamed       |
| Yotsuba Nakano | Ayane Sakura        | Erika Langarica     |
| Itsuki Nakano  | Inori Minase        | Jocelyn Robles      |
| Raiha Uesugi   | Natsumi Takamori    | Tábata Huaco        |
| Isanari Uesugi | Satoshi Hino        | José Luis Rivera    |
| Maruo Nakano   | Takaya Kuroda       | Mario Arvizu        |
| Rena Nakano    | Yuki Kyoka          | Xóchitl Ugarte      |
| Mudō           | Jiro Saitō          | Alfonso Obregón     |
| Yūsuke Takeda  | Sōma Saitō          | Roberto Salguero    |
| Maeda          | Hayato Itō          | Por confirmar       |

## Producción
La película fue revelada como una película secuela de The Quintessential Quintuplets ∬ el 18 de abril de 2021. Funcionaría como final para la historia del anime. La película está dirigida por Masato Jinbo, escrita por Keiichirō Ōchi, con Hanae Nakamura y Miki Sakurai en la composición musical, además el reparto vuelve a retomar sus papeles de la serie anime. Bibury Animation Studios, que ya había producido la segunda temporada de la serie de televisión de anime, vuelve para animar la película.
La película se estrenó en Japón el 20 de mayo de 2022 con una duración de más de 130 minutos. The Quintessential Quintuplets Movie se lanzó en Blu-ray y DVD en Japón el 21 de diciembre de 2022.

## Lanzamiento
La película Quintessential Quintuplets se estrenó en 108 cines en Japón el 20 de mayo de 2022, y se agregaron 91 cines el 29 de julio. En el Festival de Cine de Odex, Odex proyectó la película en Singapur del 2 al 4 de septiembre de 2022 y en Malasia el 3–4 y 10–11 de septiembre. Crunchyroll comenzó a proyectar la película a nivel internacional (excluyendo Asia y Medio Oriente) el 31 de octubre de 2022, estrenándose por primera vez en Lucca Comics and Games en Lucca, Italia.
Lo lanzaron en Australia y Nueva Zelanda el 1 de diciembre de 2022 y en los Estados Unidos y Canadá el 2 de diciembre, mientras que Sony Pictures Releasing se encargó de su distribución en el Reino Unido e Irlanda a partir del 7 de diciembre.
El 20 de diciembre, Crunchyroll se encargó de la distribución en cines de México, Chile y Perú, estrenándola primero en los cines latinoamericanos el 23 de febrero de 2023 junto con el doblaje latino.
Crunchyroll comenzó a transmitir la película junto con el doblaje en español latino el 27 de abril de 2023.

## Estreno
Para celebrar la película, se ha confirmado la publicación de un nuevo capítulo extra que tiene lugar después del final original, que formaría parte de un libro especial volumen 14.5. La película también recibe un videojuego por Mages, titulado como Eiga Go-Tōbun no Hanayome ~Kimi to Sugoshita Itsutsu no Omoide~, que se lanzará en Japón el 2 de junio de 2022 para las plataformas PlayStation 4 y Nintendo Switch.